# Сільські інститути
Сільські інститути (тур. Köy Enstitüleri) — мережа перших державних середніх шкіл спільного навчання (для хлопчиків і дівчаток) у селах Туреччини, які діяли протягом 1940—1954 років. Назва «інститути» не відносить цих закладів до вищих навчальних закладів. Система освіти в Туреччині складається з 3 основних етапів навчання. Перший етап — навчання в початковій школі, починаючи від 7-річного віку протягом п'яти років. Від 13 років починається другий етап, а саме проходження середньої школи. Він триває ще 6 років. Після цього випускники школи мають право вступати до вищих навчальних закладів. Сільські інститути належать до другого етапу, тобто до системи середніх шкіл. Ідея заснування таких шкіл належить міністру освіти Туреччини (1938—1946 рр.) Хасану Алі Юджелю, батьку відомого турецького поета Джана Юджеля. Цю реформу підтримували прем'єр-міністр Ісмет Іненю і глава середніх шкіл Ісмаїл Хакко Тонгуч. Ці школи стали наріжним каменем розвитку освіти в сільських районах. На початку 1940 року в сільських районах Туреччини подібної системи освітніх закладів не було.
Метою створення сільських інститутів була підготовка вчителів, які своєю чергою, здобувши освіту, прямували до села для створення там шкіл і викладання в них. Попри те, що ці школи проіснували зовсім недовго, вони прискорили збільшення кількості середніх шкіл у країні.
В інститути набирали дітей, які показували найкращі результати під час навчання в сільській початковій школі. Школи розвивали як практичні навички, так і теоретичні знання. Діти мали обов'язкові аудиторні заняття з математики, літератури, історії та інших наук. Однак при цьому вони навчалися прикладних життєвих наук. Так, вирощування овочів і фруктів, фермерства, будівництва, прикладного мистецтва вони навчалися не за шкільною партою, а в саду, в полі, на будівництві або в цеху. У більшості інститутів учні самі будували стіни своїх майбутніх аудиторій, самі забезпечували себе продовольством. У щоденний розклад також входила ранкова гімнастика, години читання та догляд за тваринами на шкільних фермах. Обов'язковими були збори учнів, на яких вони вільно висловлювали свою думку про викладацький склад і шкільну адміністрацію.
По закінченні дії цієї реформи в Туреччині налічувалося двадцять сільських інститутів і один центральний інститут, який готував учителів для цих шкіл. Кількість випускників становила близько 25 000.
Попри величезний внесок реформи, багато верств турецького суспільства не схвалювали існування інститутів. Прихильники консервативних ідей різко критикували існування шкіл, де хлопчики й дівчатка можуть учитися разом. Досить важко було переконати жителів сіл відправити дітей вчитися в настільки сучасні школи. Антикомуністичні й антисоціалістичні рухи, які мали тоді значний вплив, вели інформаційну атаку з метою пониження репутації таких шкіл у суспільстві. Шкільні бібліотеки містили багато книг лівої ідеології, тоді як очікувалося, що діти будуть знайомитися з літературою різних політичних поглядів. Багатьом поміщикам заважало повернення в села високоосвічених учителів. Адже вчителі не тільки розвивали інтелектуальні здібності, але впливали й на розвиток самосвідомості селян.
1945 року сільські інститути почали зазнавати жорстоких нападів консервативного крила Республіканської народної партії та нещодавно заснованої Демократичної партії. Сільські інститути звинувачували у вихованні диверсійного, некерованого, антитрадиційного покоління, називали осередками марксистської індоктринації. Ці напади велися переважно великими землевласниками в парламенті та поза ним, а також їхніми рупорами в пресі.
Під тиском суспільства, опозиційних партій і виборів, що наближалися, уряду довелося закрити сільські інститути. Проте, попри суттєві поступки суспільству, уряд втратив свою вагомість перед виборами і їх програв. Уряд демократичної партії (обраний 1950 року), на догоду антисекуляристським угрупованням, перетворив сільські інститути на звичайні педагогічні училища.
Однак значення цієї реформи залишилося неоціненним для розвитку освіти в Туреччині. Згодом випускники сільських інститутів стали представниками турецької еліти. З неї вийшли відомі музиканти, поети, письменники, критики, політичні діячі та інші. Серед них — письменники Факір Байкурт, Юміт Кафтанджоглу, Таліп Апайдин, Махмут Макал, Мехмет Башаран, Дурсун Акчам.